# Даниловка (Рязанский район)
Даниловка — деревня в Рязанском районе Рязанской области. Входит в Тюшевское сельское поселение.

## География
Находится в северо-западной части Рязанской области на расстоянии приблизительно 6 км на запад-северо-запад по прямой от вокзала станции Рязань II.

## История
В 1859 году здесь (тогда деревня Рязанского уезда Рязанской губернии) было учтено 6 дворов , в 1897 — 10.

## Население
Численность населения: 6 человек (1859 год), 10 (1897), 128 в 2002 году (русские 99 %), 170 в 2010.